# ملاس ياباني
ملاس ياباني (الاسم العلمي: Leotia japonica) هو نوع من الفطريات يتبع جنس الملاس من الفصيلة الملاس